# HGÜ Kingsnorth
Die Hochspannungs-Gleichstrom-Übertragungsanlage Kingsnorth in London war die bis heute einzige Anwendung der Technik zur Hochspannungs-Gleichstrom-Übertragung zur Speisung von innerstädtischen Umspannwerken.
Sie wurde in der ersten Hälfte der 1970er Jahre realisiert und ging 1975 in Betrieb. Sie führte vom Kraftwerk Kingsnorth in Form eines 59 km langen bipolaren Erdkabels für eine Spannung von 266 kV zur Stromrichterstation in Beddington. Das Kabel verlief noch 26 km weiter als einpolige Verbindung zur Stromrichterstation in Willesden. Es bestand auch die Möglichkeit, wenn die Stromrichterstation Kingsnorth außer Betrieb war, die Anlage zwischen den Stationen Beddington und Willesden als einpolige HGÜ zu betreiben. 
Die HGÜ Kingsnorth war die letzte mit Quecksilberdampfgleichrichtern ausgerüstete HGÜ, wobei jeder Stromrichter für 266 kV aus zwei in Reihe geschalteten Drehstrombrücken für 132 kV bestand, die über je einen in Stern-Stern und einen in Stern-Dreieck-Schaltung geschalteten Transformator gespeist wurden. Alle später errichteten Anlagen verwendeten Thyristoren. Die HGÜ Kingsnorth konnte eine Gesamtleistung von 640 MW (320 MW pro Pol) übertragen.
Da die Anlage heute nicht mehr den Betriebsanforderungen entspricht, wurde sie 1987 stillgelegt und durch Drehstromkabel ersetzt.
| Umspannwerk                                   | Koordinaten                 |
| --------------------------------------------- | --------------------------- |
| Kingsnorth Umspannwerk (außer Betrieb)        | 51° 25′ 11″ N, 0° 35′ 46″ O |
| London-Beddington Umspannwerk (außer Betrieb) | 51° 22′ 23″ N, 0° 7′ 38″ W  |
| London-Willesden Umspannwerk (außer Betrieb)  | 51° 32′ 3″ N, 0° 15′ 29″ W  |